# Ponte girevole

Esempio animato di ponte girevole

Un ponte girevole è un ponte mobile che ha come supporto strutturale primario un perno di posizionamento verticale e un anello di supporto, di solito vicino o nel suo centro di gravità, attorno al quale può quindi ruotare in senso orizzontale, come mostrato nell'illustrazione animata a destra. I piccoli ponti oscillanti che si trovano sui canali possono essere ruotati solo ad un'estremità, aprendosi come farebbe un cancello, ma richiedono una sostanziale struttura sotterranea per supportare il perno.
Nella sua posizione chiusa, un ponte girevole che trasporta una strada o una ferrovia sopra un fiume o un canale, ad esempio, consente il traffico in posizione di chiusura. Quando una nave deve passare sotto il ponte, il traffico stradale viene interrotto (di solito da segnali stradali e barriere), quindi i motori fanno ruotare il ponte in senso orizzontale attorno al suo punto di articolazione. Il tipico ponte girevole ruoterà di circa 90 gradi o di un quarto di giro; tuttavia, un ponte che interseca il canale di navigazione con un angolo obliquo può essere costruito per ruotare di soli 45 gradi, o di un ottavo di giro, per liberare il canale.

## Vantaggi

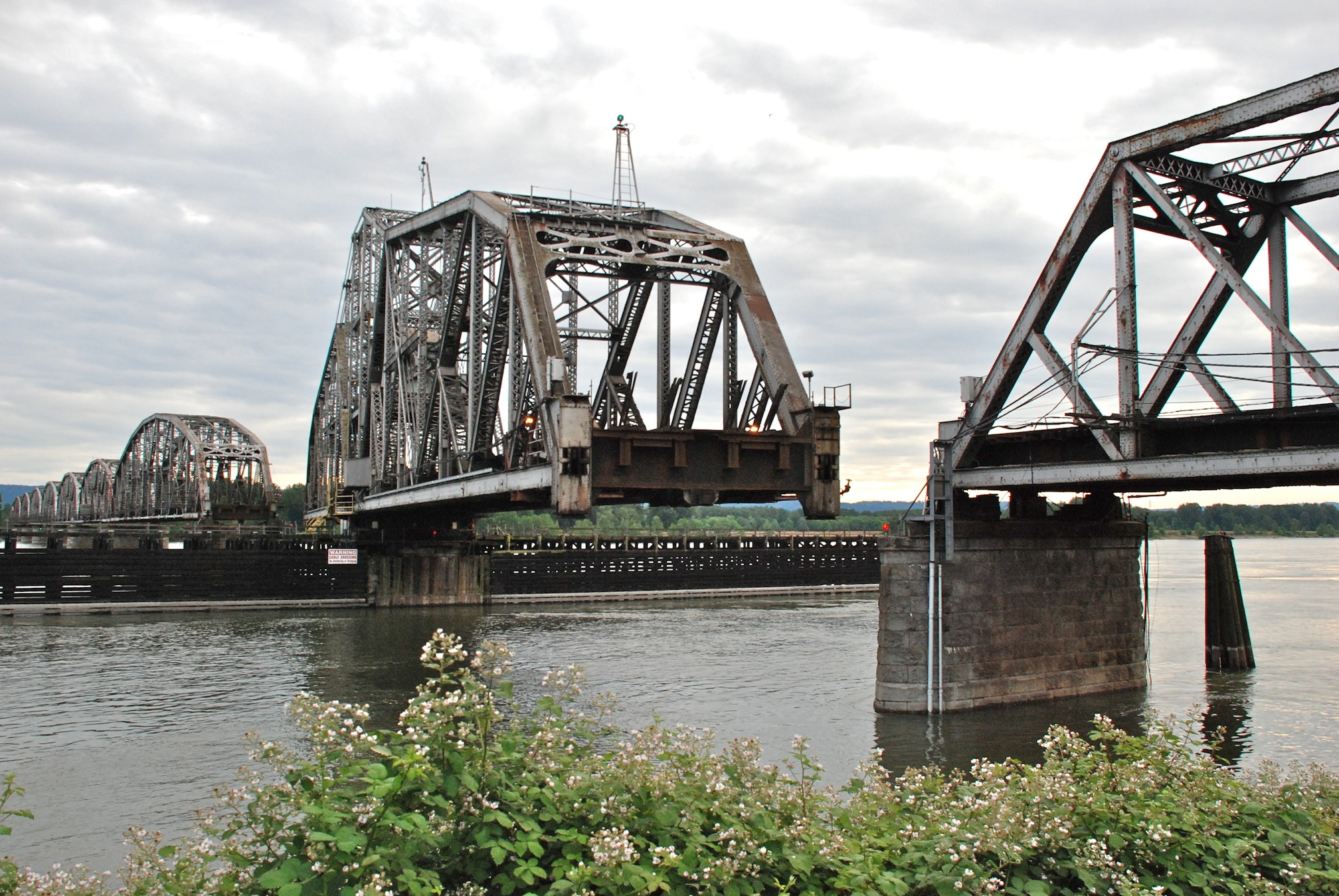
BNSF Ponte ferroviario sul fiume Columbia a Portland in Oregon, che mostra la tornitura della sezione di altalena.

- Poiché questo tipo di ponte non richiede contrappesi, il peso completo è significativamente ridotto rispetto ad altri ponti mobili.
- Laddove il canale sia sufficientemente largo per le direzioni del traffico separate su ciascun lato, la probabilità di collisioni nave-nave è ridotta.
- Il supporto centrale è spesso montato su una berma lungo l'asse del corso d'acqua, destinato a proteggere il ponte dalle collisioni delle imbarcazioni quando viene aperto. Questa isola artificiale costituisce un'eccellente area per la costruzione della campata mobile, poiché non impedisce il traffico.

## Svantaggi

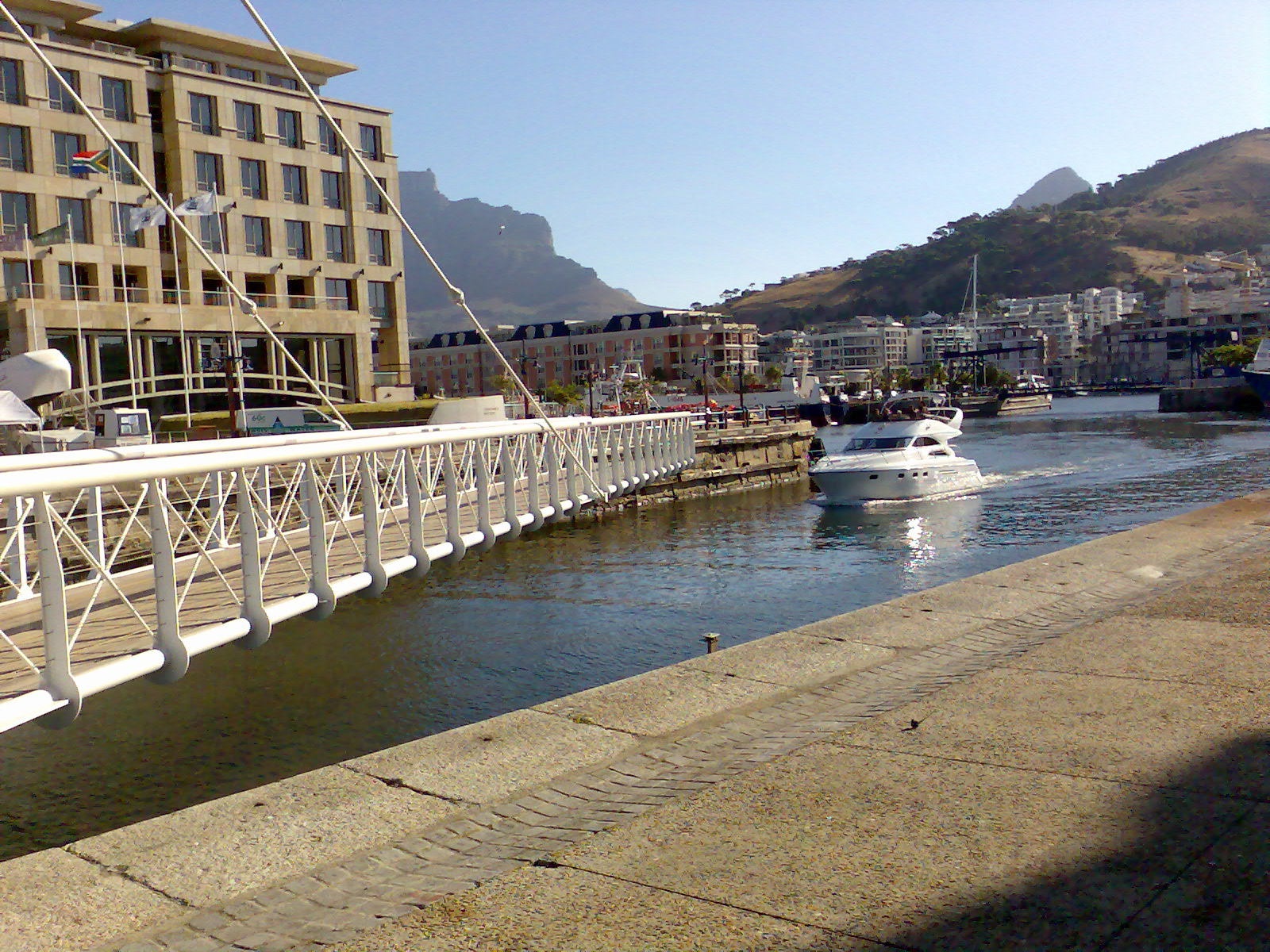
Un esempio di come piccoli ponti oscillanti come questo possano essere ruotati anche solo a un'estremità, ma ciò richiede una importante struttura sotterranea per sostenere il perno. Victoria & Alfred Waterfront, Città del Capo

- In un ponte simmetrico, il pilastro centrale costituisce un pericolo per la navigazione. Ponti asimmetrici possono posizionare il perno vicino a un lato del canale.
- Laddove non sia disponibile un canale largo, una grande porzione del ponte potrebbe trovarsi su un'area che potrebbe essere facilmente attraversata da altri mezzi.
- Un ampio canale sarà ridotto dal perno centrale e dalla fondazione.
- Quando aperto, il ponte dovrà mantenere il proprio peso con un doppio sbalzo, mentre quando è chiuso e in uso per il traffico, i carichi mobili saranno distribuiti in una coppia di convenzionali capriate, che possono richiedere ulteriore rigidità in alcune parti il cui caricamento sarà alternativamente in compressione e tensione.
- Se colpito dall'acqua vicino al bordo della campata, può ruotare abbastanza da causare problemi di sicurezza (vedi incidente ferroviario Big Bayou Canot).